# Martín de Yeltes
Martín de Yeltes è un comune spagnolo di 518 abitanti situato nella comunità autonoma di Castiglia e León.